# Karl Friederichs
Karl Friederichs (Delmenhorst, 7 aprile 1831 – Berlino, 18 ottobre 1871) è stato un filologo classico e archeologo tedesco.

## Biografia
Studiò filologia presso le università di Gottinga e Erlangen, dove fu influenzato da Carl Friedrich Nägelsbach. Nel 1853 conseguì il dottorato di ricerca con una tesi sul coro greco facendo riferimento alle opere di Euripide e Sofocle, intitolato Chorus Euripideus comparatus cum Sophocleo. Nel 1858 divenne professore associato di archeologia presso l'Università di Berlino.
Nel 1868 fu nominato direttore dell'Altes Museum di Berlino e durante l'anno successivo andò a Cipro per procurarsi qualche opera antica per il museo. A partire dall'ottobre 1869, intraprese un viaggio esteso nella Palestina, Egitto, Grecia, Sardegna, Sicilia e Italia.

## Opere principali
- Praxiteles und die Niobegruppe, nebst Erklärung einiger Vasenbilder, 1855.
- Pindarische Studien, 1863
- Kunst und Leben. Reisebriefe aus Griechenland, dem Orient und Italien, 1872.[3]
- Contributi volume di 8 "Geschichte der bildenden Künste" (1866–1879); Autore primario Karl Schnaase.[4]
- Was the author of a complete description of the Berlin Museum of Casts (1868; 2° ed 1885).[5]
- Pubblicato in inglese: "Greek sculpture: selections from Friederichs' Bausteine"; tradotto da D. Cady Eaton, New Haven: Tuttle, Morehouse & Taylor, 1881-83.[6] (5 volumi):
  - pt. 1. Archaic and imitative-archaic art.
  - pt. 2-3. Period of the highest development.
  - pt. 4. Period of the decline of Greek art.
  - pt. 5. Greek-Roman art.[7]